# Achromadora subdubia
Achromadora subdubia is een rondwormensoort uit de familie van de Cyatholaimidae. De wetenschappelijke naam van de soort is voor het eerst geldig gepubliceerd in 1971 door Gagarin.